# Спорт в Омске
Спорт в Омске представлен различными видами. Здесь проводятся такие спортивные мероприятия, как Сибирский международный марафон, Омский полумарафон-гандикап, Рождественский полумарафон, Международный турнир детских команд КХЛ «Кубок Газпром Нефти», Fonbet кубок Блинова, турнир по мини-футболу на приз компании «Оша» памяти А. Веретено, Всероссийские соревнования по преодолению препятствий «Омский конкур» и Чемпионат Любительской Хоккейной Лиги. Также проводятся чемпионаты города по картингу и BMX-спорту, мотокросс в День защитника Отечества 23 февраля, трековые гонки на ипподроме и др.
Заниматься спортом жители города могут на пришкольных стадионах и комплексах тренажёров, расположенных на семи улицах города, на набережных и в парках «Зелёный остров» и 300-летия Омска. В 2005—2009 годах в Омске было построено 142 спортивно-игровые площадки, 86 из которых — с безопасным резиновым покрытием «мастерфайбр». Спортивные сооружения строятся в комплексе с детскими площадками (с 2006 года — на Левобережье). В 2009 году действовало 25 баз проката коньков и лыжного инвентаря в спортивных комплексах «Тополиный», «Юность» им. С. С. Бовкуна, «Красная звезда», «Искра» и других. Также в 2009 году в Омске действовало девятнадцать муниципальных спортивных школ (из них три — школы олимпийского резерва), где занималось около 18 тысяч детей.
25 июля 1920 года в городе Омске стартовала Первая Сибирская олимпиада. С 1959 году появляется первая гандбольная команда. В 1965 году основан женский баскетбольный клуб Нефтяник. В 1991 году положил своё начало Сибирский международный марафон.
Омск дал России несколько олимпийских чемпионов, в том числе Александра Музыченко (чемпион 1980 года в парусном спорте класса «Звёздный»), Алексея Тищенко (двукратный олимпийский чемпион по боксу), Евгению Канаеву (двукратная олимпийская чемпионка по художественной гимнастике 2008 и 2012 годов) и Виталину Бацарашкину (двукратная олимпийская чемпионка по стрельбе из пневматического пистолета 2020 года).

## Хоккей

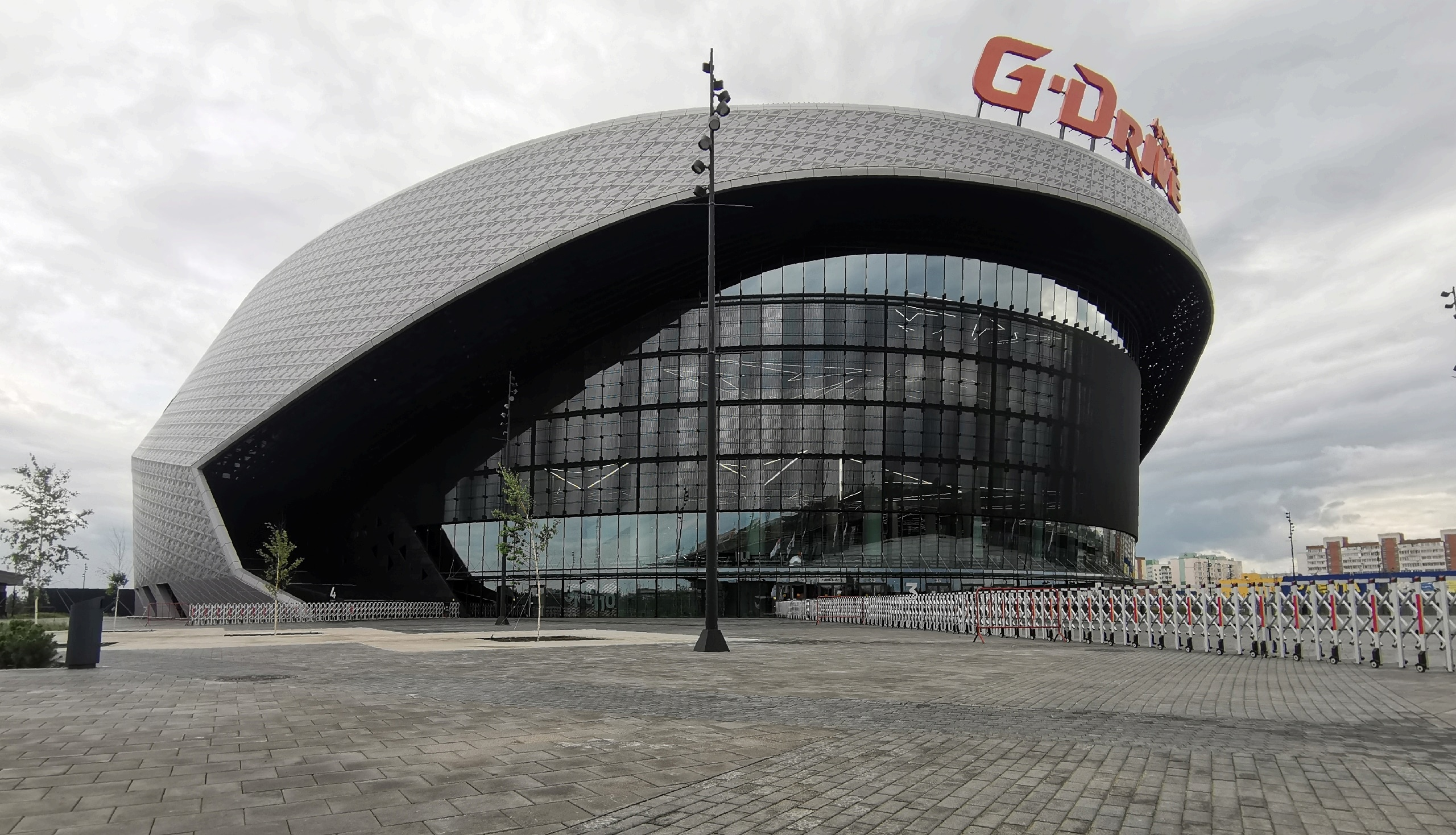
«G-Drive Арена» — главная ледовая арена города

Омск известен тем, что здесь любят и ценят хоккей, а болельщики в нём разбираются и проявляют очень большую активность при поддержке земляков. При спонсорстве со стороны компании «Газпром нефть» и под эгидой Континентальной хоккейной лиги проводятся соревнования юных хоккеистов, которые собирают множество болельщиков и транслируются в прямом эфире. Также «Газпром нефть» спонсирует клуб «Авангард», как взрослых игроков, так и детскую хоккейную школу.
В 1943 году был образован первый клуб по хоккею с мячом «Юность». В 1950 году образован первый хоккейный клуб «Авангард».
Ранее в городе была только одна хоккейная школа — школа «Авангард», и хоккей в Омске мог превратиться в «элитный» вид спорта. Однако в 2008 году был открыт Ледовый дворец спорта им. Фетисова, а в 2009 году — Ледовый дворец спорта им. А. Кожевникова.
На льду бывшей «Арены Омск» проходили матчи группы «Восток» и суперфинала Международного турнира детских команд КХЛ «Кубок Газпром нефти» — одного из крупнейших детских хоккейных соревнований Европы. В 2016 году в нём участвовало 26 команд из России, Казахстана, Беларуси, Латвии и Финляндии. Перед суперфиналом к командам челябинского «Трактора» и ярославского «Локомотива» со словами поддержки обратился президент России Владимир Путин. Награды участникам вручали чемпион мира и Олимпийских игр Юрий Ляпкин и 6-кратный чемпион мира и Олимпийских игр Владимир Мышкин.
Также зимой организуется заливка льда в хоккейных коробках.

## Футбол
В 1909 году сыгран первый футбольный матч. В 1910—1916 годах в Омске создавались футбольные команды из гимназистов и молодых рабочих-железнодорожников, которые видели игру в других городах страны. Местом игр становились любые площадки, где можно было временно разместить футбольное поле. Принципиальные игры проводились на городском ипподроме. В 1920-м году там же состоялся и первый международный матч в Омске: сборная города сыграла вничью 1:1 с австро-мадьярской сборной, составленной из пленных иностранцев, пребывающих в городе.
Футбол в городе начал развиваться после окончания Великой Отечественной войны. В 1946 году был образован клуб «Иртыш», выступавший от эвакуированного из Запорожья авиадвигательного завода им. Баранова. Играл «Иртыш» на стадионе «Динамо» вместимостью 6000 чел., который всегда был полностью заполнен, а болельщики были очень активными. Позднее из заводской команда стала областной, а в 1960 году, победив в зональном турнире, стала серебряным призёром Всесоюзного первенства. Для омского футбола это было впервые; кроме того, ранее в городе не было мастеров футбола, а в результате этой победы 13 футболистов «Иртыша» были приставлены к званию «Мастер спорта СССР», включая Виктора Ледовских.
«Иртыш» — самая известная команда региона, и мастер спорта СССР Виктор Ледовских был одним из первых её тренеров.
Выйдя на пенсию, Виктор Ледовских организовал омский музей футбола, разместившийся в актовом зале манежа «Красная звезда». Музей был популярен как у школьников, так и у солидных людей, получил хорошие отзывы. Однако в 2013-м году с изменением чиновника, ответственного за спорт, был изменён и директор спорткомплекса, и музей был расформирован. Уцелевшие экспонаты хранятся в помещении электрощитовой бытовки.

## Конный спорт

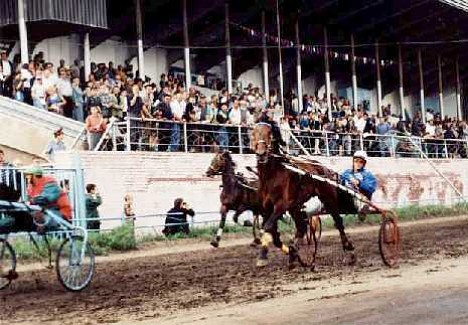
Заезд на Омском ипподроме

В июле 2014 года на Омском ипподроме прошёл Всероссийский конный фестиваль. Также здесь проводится отборочный турнир на этап Кубка мира и Всероссийский турнир по конному спорту «Омский конкур», проходящий наравне с турнирами Москвы и Санкт-Петербурга. В конкурных соревнованиях наблюдается преемственность поколений (вслед за родителями выступают их дети), отмечаются спортивные результаты международного уровня.

## Парусный спорт
В 1911 году в Омске состоялись первые в Сибири парусные гонки.
Омск дал России в 1980 году олимпийского чемпиона в элитном классе "Звёздный" Александра Музыченко.
Одним из основных звеньев омской школы парусного спорта является бюджетное учреждение «Центр парусного спорта», в полежаевские времена известное как «Омский губернаторский яхт-клуб». Оно располагается на Зелёном острове в центре города. Яхт-клуб сформировался вокруг яхты «Сибирь», впервые в мире совершившей одиночное трансарктическое кругосветное путешествие. В 2015 году здесь была запущена трасса для вейкбординга, более 10 лет ведётся неофициальное сотрудничество спортсменами по гребле на байдарках и каноэ. Во всей Омской области только здесь проводится первичное обучение детей парусному спорту, дополненное кружком яхтинга в городском Дворце творчества, где работают тренеры яхт-клуба. У Дворца нет своей водной станции, и на протяжении уже 14 лет он использует материальную базу яхт-клуба, а яхт-клуб, в свою очередь, использует, хранит и ремонтирует детский флот Дворца творчества.
В 2016 году финансирование яхт-клуба полностью прекратилось, и он оказался на пороге ликвидации. Нарождающаяся практика реализации частно-государственного партнёрства в сфере физической культуры и спорта может быть прервана, если это бюджетное учреждение присоединят к другому — Омскому областному центру спортивной подготовки, а всю материальную базу (включая около 8 га в зелёной зоне в самом центре Омска) передадут некоммерческому партнёрству для улучшения условий отдыха горожан в парке «Зелёный остров». В этом случае обучение детей парусному спорту в Омске прекратится.

## Другие виды спорта
Бокс был представлен турниром имени Малунцева с 1968 по 2003 год. В нём участвовали олимпийский чемпион Александр Лебзяк, чемпион СССР Александр Островский и двукратный олимпийский чемпион Алексей Тищенко. В 2016 году руководство боксёрской федерации и Омского нефтезавода возобновило соревнования, в турнире на первенство в Сибирском федеральном округе участвует 120 боксёров-юниоров в одиннадцати весовых категориях.
Набирает популярность велосипедный спорт (в немалой степени стал доступен омским детям благодаря оборудованным трассам BMX). Велодромы действуют во всех городских округах, на них состязаются не только профессионалы, но и спортсмены-любители, дети.
С 2006 года развивается воздухоплавательный спорт, возникший благодаря Федерации воздухоплавательного спорта Омска и области и директору клуба «Пилот» Илье Викторовичу Орлову. Кроме того, услуги подъёма на аэростатах пользуются спросом у влюблённых, делающих предложение свадьбы. Взлёты происходят с аэродрома Калачево.

## Спортивные команды
| Клуб           | Вид спорта      | Лига                      | Ранг лиги | Стадион                                                |
| -------------- | --------------- | ------------------------- | --------- | ------------------------------------------------------ |
| Авангард       | Хоккей с шайбой | КХЛ                       | 1         | «Арена Омск»                                           |
| Омские Ястребы | Хоккей с шайбой | МХЛ                       | мол.      | «Академия Авангард»                                    |
| Иртыш          | Футбол          | Второй дивизион           | 3         | Крытый манеж «Красная Звезда» Стадион «Красная Звезда» |
| Нефтяник       | Баскетбол       | Суперлига Б               | 2         |                                                        |
| БК 17х16       | Баскетбол       | Высшая лига               | 3         | СДЮШОР № 9 им. Промина                                 |
| СКИФ           | Гандбол         | Высшая лига               | 2         | СК «Авангард»                                          |
| Асгард         | Регби           | Чемпионат России по регби | 2         | СК «Шинник»                                            |

## Крупные спортивные сооружения

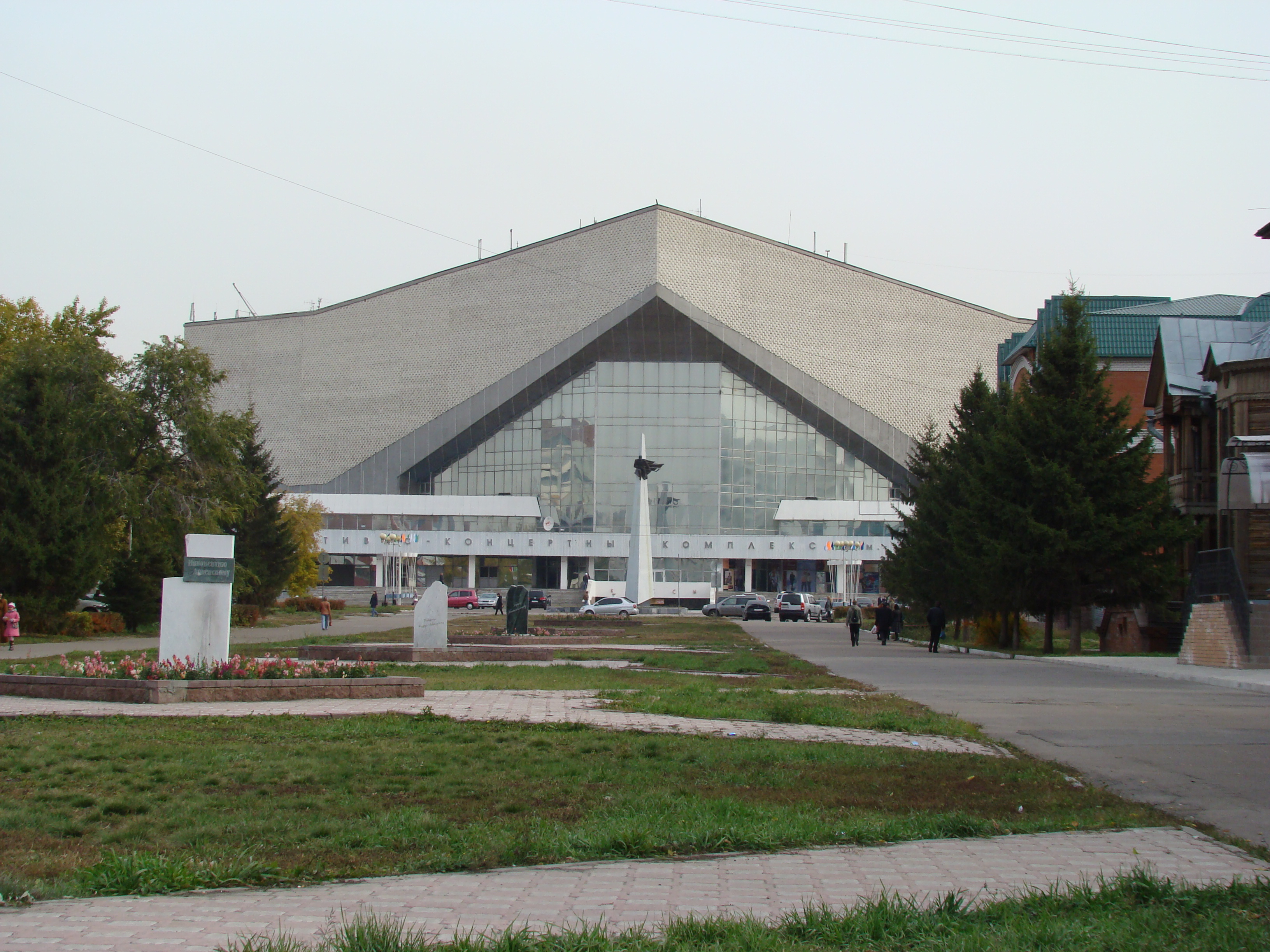
Спортивно-концертный комплекс имени Виктора Блинова

Универсальный стадион «Красная звезда» относился к крупнейшим в 1970-е годы и вовремя готовился к сезону, в отличие от многих других городских спортивных сооружений того времени. После реконструкции стадион, состоящий из двух трибун и вмещавший 18 тыс. болельщиков, стал соответствовать основным требованиям, предъявляемым к современным стадионам, но его вместимость уменьшилась до 9 тыс. Помимо стадиона в спорткомплекс входит построенный в 2007 году крытый футбольный манеж, на котором проходят матчи первенства России. Он имеет малую вместимость (3000 чел.), но достаточно удобен. Обе арены относятся ко второму дивизиону, зоне «Восток».
К универсальным спортивным комплексам относятся Центр олимпийской подготовки «Авангард», стадионы «Юность», «Динамо» и «Искра», спортивный комплекс «Сибирский нефтяник», а также «Велотрек».
Крупнейшим ледовым дворцом города являлась «Арена Омск» (2007-2018) (вместимость 10 318 чел.). Здесь проходили матчи группы «Восток» КХЛ, суперфинал Международного турнира детских команд КХЛ «Кубок Газпром нефти» и другие крупные соревнования. Кроме этого в Омске имеются СКК им. В. Блинова (вместимость 5800 чел.), детский хоккейный центр «Авангард» (вместимость 700 чел.), ледовые дворцы спорта им. Александра Кожевникова (вместимость 540 чел.) и им. Вячеслава Фетисова (вместимость 500 чел.), а также спорткомплекс «Тополиный» (вместимость 100 чел.).
В городе располагаются футбольные стадионы «Красная звезда» (открытый и крытый манеж), а также стадионы «Нефтяник» и «Шинник». 
Также имеется более 20 различных бассейнов: Авангард, Автомобилист (1988), Реформа (Азарт) (2018), Аквамарин, Альбатрос (1988, 50 м, закрытый), Альбатрос (1988, 25 м, открытый), Арт бассейн, бассейн в здании Гимназии № 150 (1992), Дельфин (2006), Ермак, бассейн в здании Института ветеринарной медицины и биотехнологии (1982), Иртыш (1982), Искра, Коралл (1969), На берегу (Ozone) (2006), Ника (1971), Олимпийский, бассейн в здании ОмГУ, бассейн в здании Омского дома дружбы (1957), Пингвин (1967), Пионер, Политехник, Профилакторий, Волна (Строитель) (1977), Флэкс жим, ФОК на Дианова (2016), ФОК на Конева (2016), бассейн в здании Школы № 127, Юность. Кроме того, сохранились 2 25-метровые чаши  и следы 50-метрового бассейнов на территории парка "Зеленый остров".